# Giennadij Sosonko
Giennadij Borisowicz Sosonko, ros. Геннадий Борисович Сосонко (ur. 18 maja 1943 w Troicku) – holenderski szachista i trener szachowy (FIDE Senior Trainer od 2004) pochodzenia rosyjskiego, arcymistrz od 1976 roku.

## Kariera szachowa

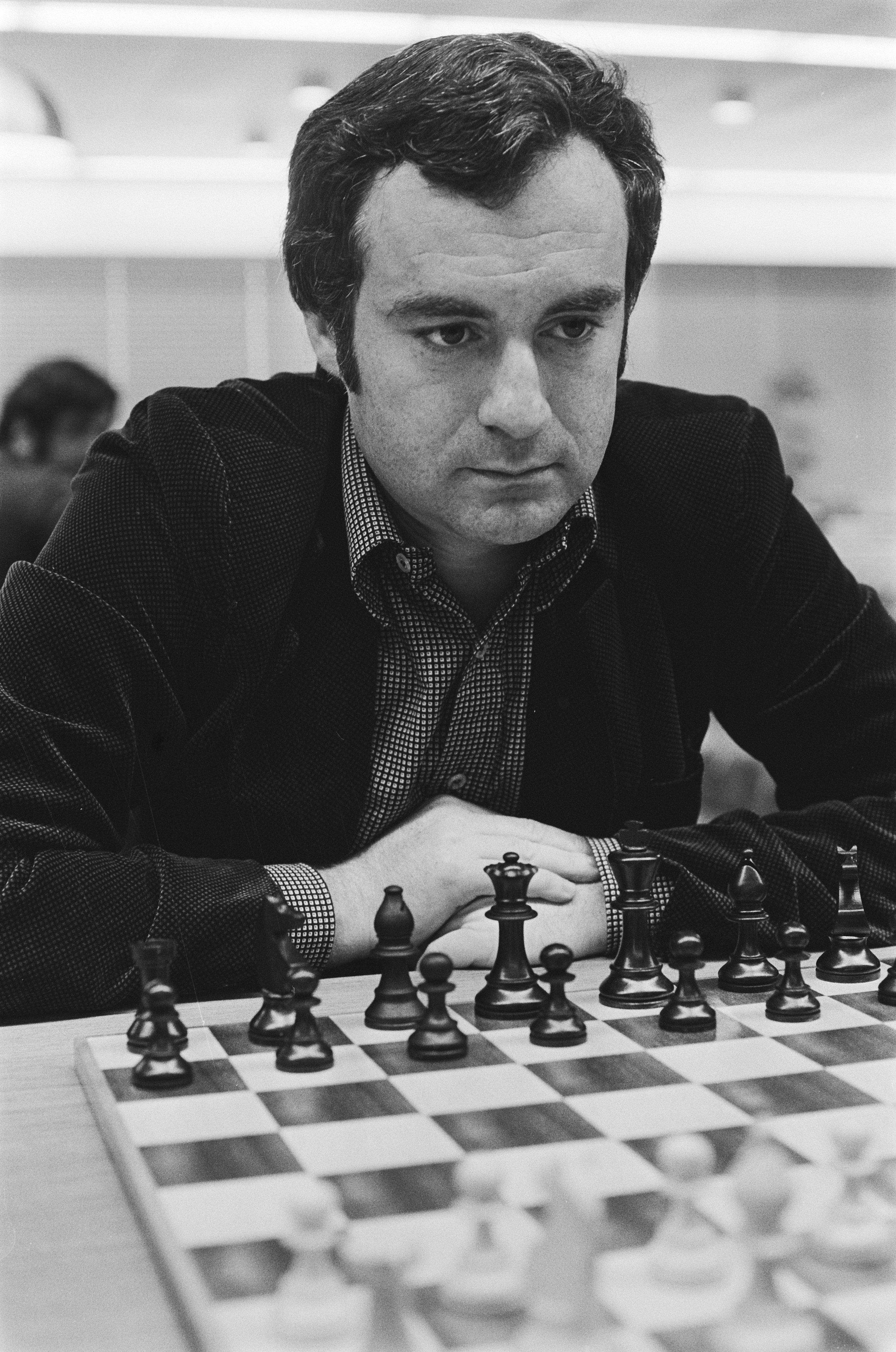
Giennadij Sosonko, Tilburg 1978

Pierwszy sukces odniósł w roku 1958, zwyciężając w mistrzostwach Leningradu juniorów. W roku 1972 wyemigrował do Holandii, wkrótce stając się czołowym szachistą tego kraju. W latach 1973 i 1978 (wraz z Janem Timmanem) dwukrotnie triumfował w mistrzostwach Holandii. Zwyciężył bądź zajął czołowe miejsca w turniejach rozegranych w Lugano (1976, I), Wijk aan Zee (1977, I), Nijmegen (1978, I), Amsterdamie (1980, III), Wijk aan Zee (1981, I), Tilburgu (1982, III), Haninge (1988, IV) oraz w Polanicy-Zdroju (1993, memoriał Akiby Rubinsteina, I). W roku 1985 wystąpił w turnieju międzystrefowym w Tunisie, zajmując VII miejsce.
W latach 1974–1996 jedenastokrotnie reprezentował Holandię na szachowych olimpiadach, zdobywając 4 medale: złoty (1976, za indywidualny wynik na II szachownicy), srebrny (1976, wraz z drużyną) oraz 2 brązowe (1974, za indywidualny wynik na III szachownicy oraz 1988, wraz z drużyną). Łącznie rozegrał 96 olimpijskich partii, w których zdobył 60 pkt. Był również dwukrotnym uczestnikiem drużynowych mistrzostw Europy (1983, 1997).
Najwyższy ranking w karierze osiągnął 1 stycznia 1981 r., z wynikiem 2595 punktów dzielił wówczas 16-17. miejsce na światowej liście Międzynarodowej Federacji Szachowej, jednocześnie zajmując 2. miejsce (za Janem Timmanem) wśród holenderskich szachistów.